# Vstavač řídkokvětý
Vstavač řídkokvětý (Anacamptis laxiflora) je rostlina patřící do čeledi vstavačovitých.

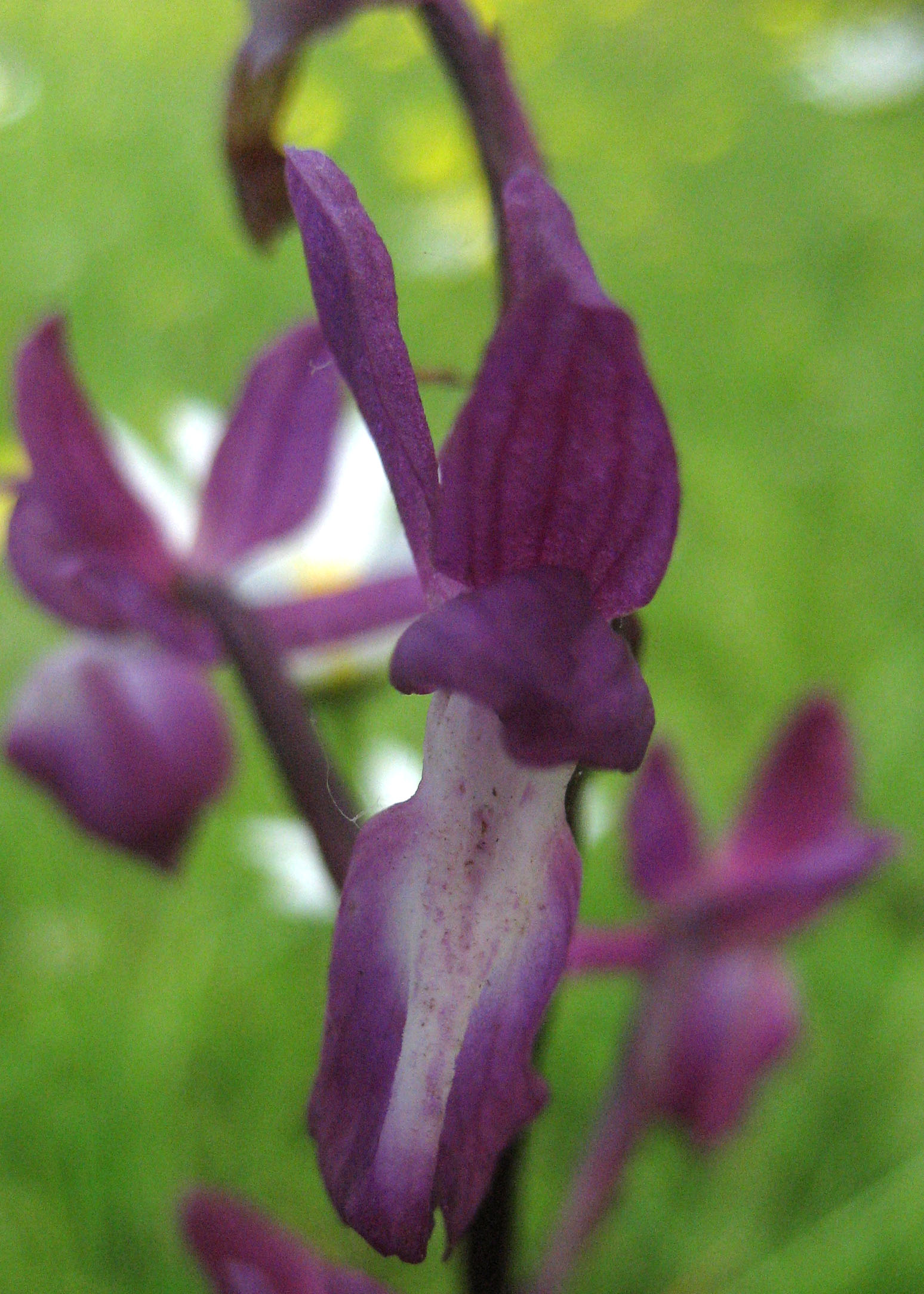
Detail květu

## Popis
Vstavač řídkokvětý je suchozemská orchidej s purpurově červenými a fialovými květy. Na podzim a v zimě hibernuje, přežívá jako podzemní hlíza. Dosahuje velikosti až 1 m (častěji však 30–80 cm). Listy jsou zelené, bez skvrn, 10–15 cm dlouhé a 1–2 cm široké. Květy se objevují v březnu na jihu Evropy a na severu v květnu až červnu. Skládá se z 6–20 jednotlivých květů o průměru až 2,5 cm. Pysk má tři laloky, centrální je obvykle mnohem kratší a postranní jsou přehnuty dozadu. Semena jsou četná, šíří se pomocí anemochorie. Plodem je tobolka.
Vzhledově je podobný vstavači bahennímu a oba se mohou křížit tam, kde rostou společně. To je však vzácné, protože obvykle rostou na různých stanovištích.

## Rozšíření
Vstavač řídkokvětý pochází z Evropy a Asie. Je běžný především ve Francii a to v Normandii a Bretani. Nachází se na vlhkých loukách se zásaditou půdou do nadmořské výšky 1600 m n. m.